# Three Little Ghosts
Chiisana Obake Acchi, Kocchi, Socchi  (яп. ちいさなおばけアッチ・コッチ・ソッチ Тут, Там, Здесь) — японский аниме-сериал, выпущенный студией Studio Pierrot. Транслировался по телеканалу Nippon Television с 9 апреля 1991 года по 7 апреля 1992 года. Всего выпущено 50 серий аниме. Сериал также транслировался на территории Англии, Испании, Италии, Германии и Польши.

## Сюжет
Сюжет разворачивается вокруг трёх приведений по имени Котти, Сотти и Атти (с японского буквально переводится как «там», «здесь» и «куда»). От остальных приведений они отличаются тем, что не являются страшными но в то же время и очень озорные и любят удивлять людей и детей своими трюками и исчезновениями.

## Роли озвучивали
- Акико Ядзима — Котти
- Таэко Ямагути — Сотти
- Ёко Тэпподзука — Атти
- Ая Хисакава — Аканэ
- Тиэко Ханба — братец'
- Тисато Накадзима — Лала
- Эцуко Кодзакура — Нэдзуми но Тики
- Фуми Хирано — рассказчик
- Хинаку Канамару — Коко-тян
- Дзюнко Симаката — Мидзу но Ёсэй